# Alfara de la Baronia
Alfara de la Baronia (bis 2010: Alfara de la Almigia) ist eine Gemeinde (municipio) mit 614 Einwohnern (Stand: 2024) in der spanischen Provinz Valencia. Sie befindet sich in der Comarca Camp de Morvedre.

## Geografie
Alfara de la Baronia liegt etwa 30 Kilometer nördlich von Valencia in einer Höhe von ca. 70 m nahe der Mittelmeerküste. 

## Bevölkerungsentwicklung
| Jahr      | 1920 | 1950 | 1970 | 1981 | 1991 | 2001 | 2011 | 2021 |
| Einwohner | 571  | 608  | 659  | 568  | 527  | 503  | 562  | 590  |

## Sehenswürdigkeiten
- Augustinuskirche (Iglesia de San Agustín)
- Marienkapelle

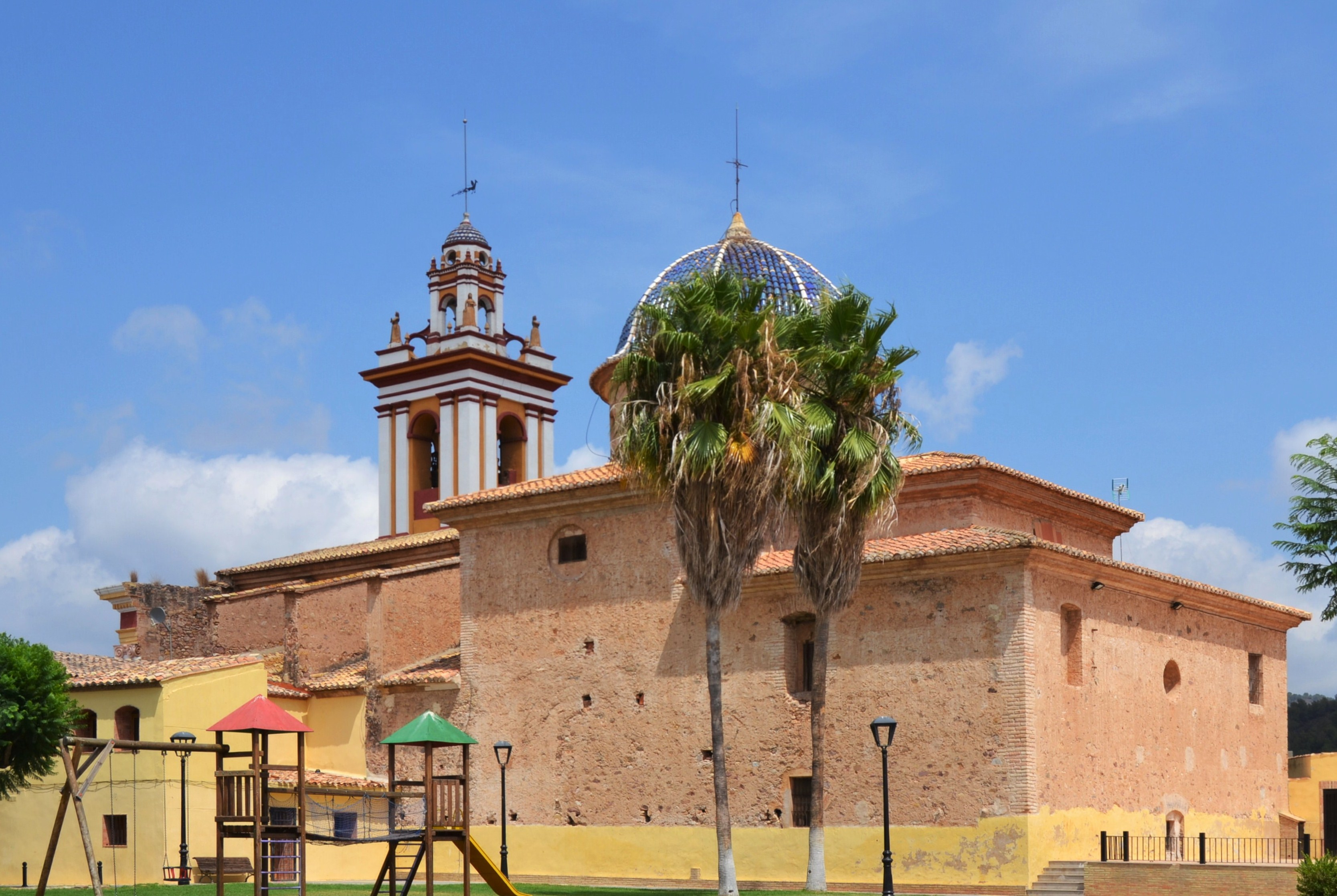
Augustinuskirche
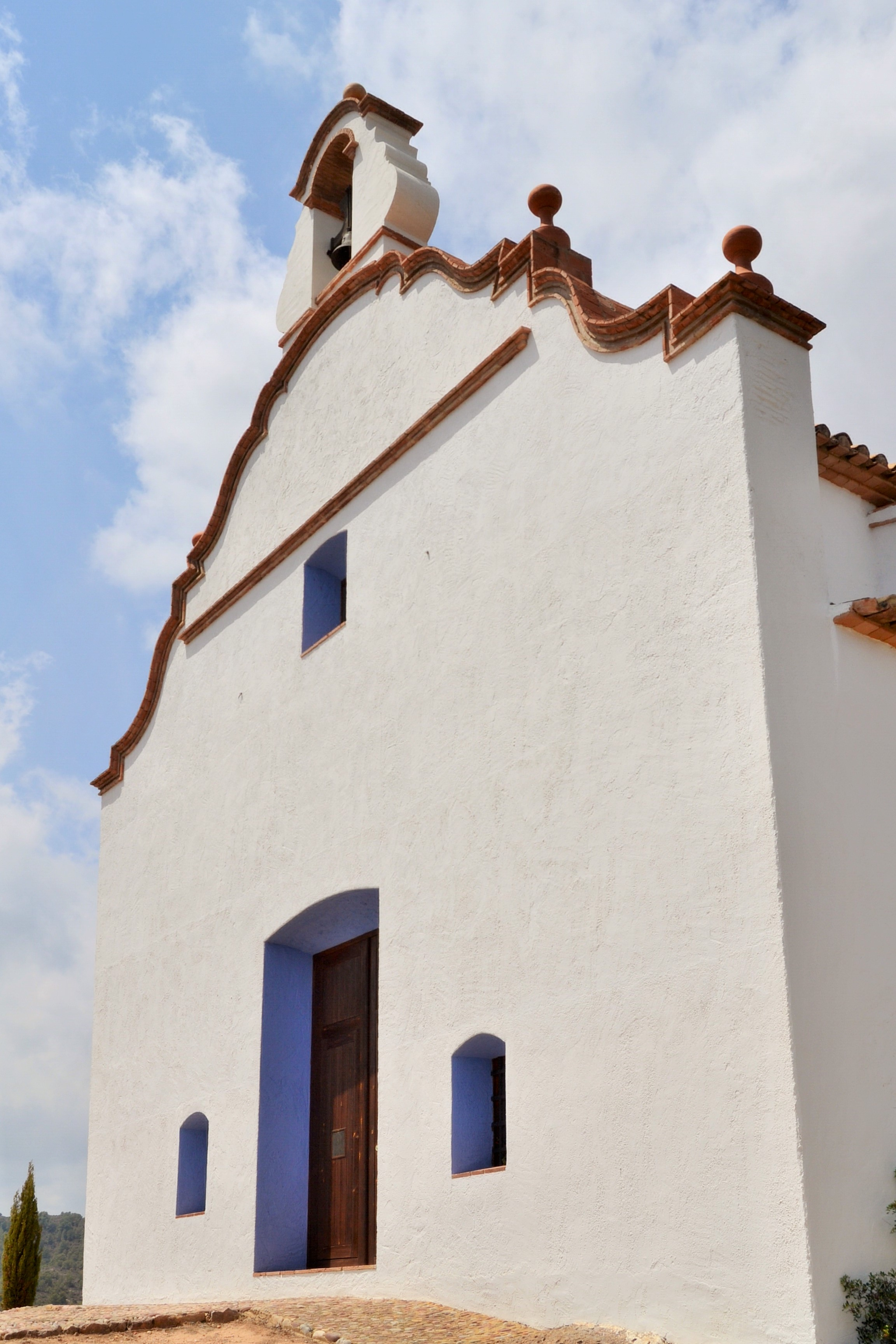
Marienkapelle